# Azovstal'
PrAT Metalurhijnyj Kombinat Azovstal' (in ucraino ПрАТ Металургійний Комбінат Азовсталь?), "Kombinat metallurgico dell'acciaieria di Azov", è un'azienda privata ucraina, controllata dal conglomerato Metinvest, che gestisce un grande stabilimento metallurgico a Mariupol', la cui costruzione e attivazione risale al primo piano quinquennale promosso dall'Unione Sovietica per potenziare in tempi accelerati l'industria pesante del paese. La fabbrica entrò in attività nel 1933 e, dopo la parziale distruzione nella seconda guerra mondiale, potenziò nel dopoguerra la sua attività, divenendo uno dei centri per la produzione dell'acciaio più importanti dell'Unione Sovietica e il terzo per produzione della Repubblica Socialista Sovietica Ucraina e poi dell'Ucraina indipendente. 
Il grande impianto metallurgico, parzialmente in rovina a causa dei gravissimi danni subiti nei combattimenti della primavera 2022 nel corso della battaglia di Mariupol', è stato occupato dalle truppe russe e filo-russe e, dopo la resa delle ultime forze ucraine del 16-20 maggio 2022, è in possesso delle autorità della Repubblica Popolare di Doneck.

## Storia
La realizzazione dello stabilimento metallurgico di Mariupol' fu disposta il 2 febbraio 1930 dal Consiglio superiore dell'economia nazionale dell'Unione Sovietica e i lavori di costruzione iniziarono nel novembre dello stesso anno; nel 1931 iniziarono i lavori per il porto dello stabilimento sul mar d'Azov e del relativo canale di collegamento. Nel 1933 lo stabilimento iniziò la sua attività e l'azienda fu quindi inclusa nella lista delle imprese attive nel paese.
Con l'invasione tedesca dell'Unione Sovietica, a partire dal 22 giugno 1941, la dirigenza sovietica dovette programmare e attivare con la massima urgenza l'evacuazione delle fabbriche principali situate nelle città che erano minacciate dall'avanzata delle truppe nemiche. Le forze della Wehrmacht invasero l'Ucraina e, dopo la schiacciante vittoria nella sacca di Kiev, si aprirono la strada verso est avvicinandosi pericolosamente anche a Mariupol'. A partire da settembre 1941 quindi iniziò lo smontaggio degli impianti di Azovstal per l'evacuazione verso gli Urali ed entro la prima settimana di ottobre vennero trasportati a est per mezzo di 650 vagoni ferroviari, l'altoforno 3, alcune attrezzature pesanti e l'officina per la fabbricazione di piastre corazzate. La situazione strategica stava però rapidamente peggiorando per i sovietici, i tedeschi erano molto vicini e non fu più possibile continuare l'evacuazione dei restanti impianti; il 7 ottobre fu necessario spegnere gli altri altoforni e i forni Martin-Siemens; l'8 ottobre 1941 partirono gli ultimi due vagono ferroviari con i lavoratori dell'Azovstal e nel pomeriggio stesso i tedeschi entrarono nella città di Mariupol'.

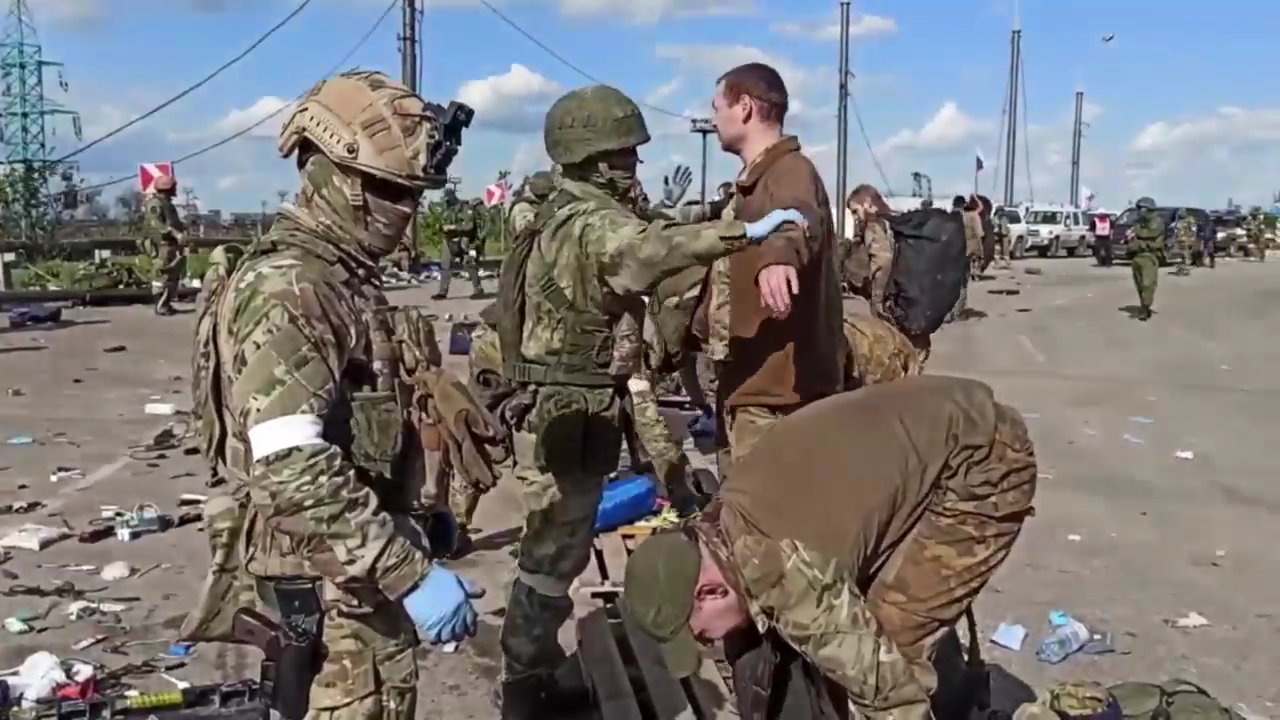
Una fase della resa delle truppe ucraine perlopiù appartenenti al Reggimento Azov asserragliate nell'acciaieria al termine della battaglia di Mariupol

I tedeschi quindi occuparono la città e cercarono di riattivare l'acciaieria che divenne nota come "Stabilimento Azov N° 1" e venne assegnata alla direzione del grande gruppo siderurgico tedesco Krupp. Le autorità tedesche occupanti riuscirono a riattivare la centrale elettrica annessa allo stabilimento e alcune officine meccaniche di assemblaggio e riparazione, mentre furono fatti grandi sforzi per rimettere in funzione anche i forni Martin-Siemens spenti. Durante il periodo dell'occupazione tedesca, nello stabilimento furono attivi due gruppi di resistenza sovietica clandestina che cercarono di opporsi alle autorità tedesche ed impedire il ripristino dell'impianto; in particolare i partigiani riuscirono a disattivare l'altoforno 1, facendo esplodere parte della struttura e mettendo fuori uso il sistema idraulico di raffreddamento.
Nel settembre 1943, dopo quasi due anni di occupazione, l'Armata Rossa riuscì a liberare il Donbass e raggiunse anche Mariupol'; le truppe tedesche prima di ripiegare abbandonando la città il 7 settembre, riuscirono tuttavia a distruggere quasi completamente l'Azovstal. In particolare furono fatti esplodere gli altoforni, i forni Martin-Siemens, l'impianto a vapore e la cokeria. Vennero distrutte anche le reti elettriche e le vie di trasporto; i danni materiali furono ingentissimi. 
Tra il 2010 e il 2016 è stata quotata presso PFTS Ukraine Stock Exchange.
In seguito all'invasione russa dell'Ucraina iniziata il 24 febbraio 2022, l'acciaieria è diventata un punto cruciale per l'estrema difesa di Mariupol'. L'esercito russo e le milizie filo-russe della repubblica di Doneck, dopo quasi due mesi di sanguinosi combattimenti urbani, durante i quali gran parte degli edifici e delle fabbriche cittadine sono stati distrutti, sono riuscite ad occupare tutta la città, mentre le residue forze ucraine hanno ripiegato dentro l'area industriale dell'acciaieria. I russi, su decisione diretta del presidente Vladimir Putin del 21 aprile 2022, hanno accerchiato lo stabilimento anziché attaccarlo direttamente, praticando una strategia di assedio. Per un altro mese i russi hanno colpito lo stabilimento con pesanti attacchi aerei e di artiglieria.
Infine, il 16 maggio 2022 è iniziata la resa delle truppe ucraine accerchiate; secondo le fonti russe, tutti i comandanti e i soldati ucraini, tra cui gli appartenenti al reggimento Azov, si sono arresi entro il 20 maggio 2022 e i russi e i filo-russi hanno assunto il totale controllo della città e dell'acciaieria. Gli oltre 2.400 superstiti ucraini, tra cui alcune centinaia di feriti, sono stati trattenuti come prigionieri di guerra nel territorio dell'autoproclamata Repubblica Popolare di Doneck.

## Controversie
Lo stabilimento di Mariupol' è stato accusato di aver fatto sì che l'aria della città fosse tra le più sporche e inquinate d'Europa.